# جون ميلن برامويل
جون ميلن برامويل (11 مايو 1852 - 16 يناير 1925) كان طبيبًا وجراحًا ومتخصصًا في التنويم المغناطيسي الطبي الاسكتلندي. ولد في بيرث وتلقى تعليمه في جامعة إدنبرة.

## عائلته
كان الطفل الرابع والابن الأصغر لجيمس باتون برامويل (1824-1890)، كبير الجراحين الاستشاريين في مستوصف بيرث الملكي وإليانور برامويل، تكنى أوليفر (1821-1901)، ولد جون ميلن برامويل في بيرث، اسكتلندا في 11 مايو 1852.
أصبحت إحدى شقيقاته، إليزابيث إيدا برامويل (1858-1940)، مشهورة في كندا باسم إيدا دوغلاس فيرن.
الأخت الثانية، إليانور أوليفر برامويل (1861–1923)، تزوجت من فرانك بودمور (1855–1910)، باحث نفسي، وعضو جمعية الأبحاث النفسية وعضو مؤسس في جمعية فابيان.
تزوج من ماري هارييت رينولدز (حوالي 1851 - 27 مايو 1913) — الابنة الكبرى الباقية على قيد الحياة للكابتن تشارلز شيبارد رينولدز (1818–1853)، الذي كان سابقًا في الفوج 49 -مشاة البنغال الأصليين- ومساعد مفوض مقاطعات آسام، و جيسي برامويل، تكنى بلانش (1825–؟)، التي ولدت في آسام، الهند – في كنيسة القديس يوحنا الإنجيلي، في شرق دولويتش، في 6 يوليو 1875.
كان لديهم طفلان: ماري إليانور أوليفر برامويل (حوالي 1876-؟) وإلسي دوروثي كونستانت، تكنى برامويل (1880-1968).
توفي في 16 يناير 1925 في فندق ميرامار بالاس جراند في أوسبيداليتي، إيطاليا.

## التعليم
تلقى تعليمه في مدرسة بيرث النحوية وجامعة إدنبرة، وتخرج بدرجة البكالوريوس في الطب والماجستير في الجراحة. (Medicinae Baccalaureus, Chirurgiae Magister) من جامعة إدنبرة عام 1873، في نفس مجموعة تشارلز برايد (1850–1897)، حفيد جيمس برايد.

## الممارسة الطبية
عندما تخرج برامويل من جامعة إدنبرة، عينته شركة ليفربول والبرازيل وريفر بليت للسفن البخارية كجراح. وفي العام الذي عمل فيه معهم، قام بثلاث رحلات عودة إلى البرازيل.
ثم كان لفترة قصيرة مساعد الجراح في مستوصف مدينة ومقاطعة بيرث، قبل أن ينتقل إلى جوول في يوركشاير، حيث عمل كطبيب عام، بالشراكة مع مالكولم موريس 1847–1924 (زمالة الكلية الملكية للجراحين) (إدنبرة) وبعد ذلك مع طبيب الأمراض الجلدية الشهير السير مالكولم موريس (الزمالة الملكية الفيكتورية) من مستشفى سانت ماري، لندن.
استمر برامويل في ممارسة المهنة في جوول لمدة ستة عشر عامًا حتى جذبه اهتمامه ومهاراته في التنويم المغناطيسي إلى لندن في نوفمبر 1892 حيث أصبح متخصصًا يحظى باحترام كبير في التنويم المغناطيسي الطبي.